# ギリシャ列車正面衝突事故
座標: 北緯39度50分54秒 東経22度31分00秒 / 北緯39.84833度 東経22.51667度ギリシャ列車正面衝突事故（ギリシャれっしゃしょうめんしょうとつじこ）は2023年2月28日にギリシャ中部の町、テンピ近郊で旅客列車と貨物列車が正面衝突した鉄道事故である。ギリシャで発生した鉄道事故としては史上最悪である。

## 概要
乗員乗客約352人が乗車していたIC62旅客列車は首都アテネを午後7時30分頃（EET）に出発し、北部にある第二の都市テッサロニキに向けて走行中、午後11時21分頃にラリサ近郊のテンピ付近でテッサロニキからラリサ市へ向かっていた貨物列車と衝突した。旅客列車の先頭4両が脱線し、1両目と2両目では火災が発生した。少なくとも乗客ら57人が死亡し、130人が負傷した。犠牲者の中には大学生や子供も含まれていた。

## 対応
消防士約150人と救急車40台が出動し、現場では夜通し救出作業が続いた。
事故当時は電気システムが動いておらず、駅員らが手動で列車の運行管理を行っていたとの情報もあり、現地当局の警察はラリサ駅の駅長を逮捕し事情を聴取している。また、事情聴取のため他に2人が拘束された。
同年3月1日にはキリアコス・ミツォタキス首相が視察に訪れ、3月3日にはコスタス・カラマンリス運輸相が辞任した。政府は事故原因の徹底救命や鉄道設備の老朽化問題への対処を確約する一方で、鉄道労働組合は3月2日に事故を受けてストライキを起こし、全国で列車の運行を停止、首都アテネでは2000人規模の抗議デモが行われた。5日にもアテネで学生や鉄道職員らによる大規模なデモが敢行され、1万人ほどが参加したと報じられている。政府の鉄道施策を批判するデモ隊は、国会議事堂周辺で一部が暴徒化し、警察と衝突する事態となった。
事故を受け、バチカン市国の教皇フランシスコはギリシャのカトリック司教協議会会長宛に追悼の意を表する電報を、中国の習近平国家主席はカテリナ・サケラロプル大統領宛に見舞いの電報をそれぞれ送り、サウジアラビアのサルマン国王とムハンマド・ビン・サルマーン皇太子は弔電を送った。